# Virgin VR-01
Virgin VR-01 – samochód Formuły 1 zaprojektowany przez Nicka Wirtha i skonstruowany przez Virgin Racing. Samochód ten rywalizował w sezonie 2010 Formuły 1 i był pierwszym samochodem konstrukcji Virgin Racing, a także pierwszym samochodem w historii Formuły 1 zaprojektowanym wyłącznie w oparciu o technologię CFD. Kierowcami pojazdu zostali: były kierowca Jordana i Toyoty, Timo Glock, oraz debiutant, Lucas Di Grassi. Virgin okazał się najgorszy spośród wszystkich konstruktorów sezonu 2010, nie zdobywając żadnego punktu i zajmując w klasyfikacji generalnej ostatnie, dwunaste miejsce.

## Tło i początek zespołu Virgin Racing

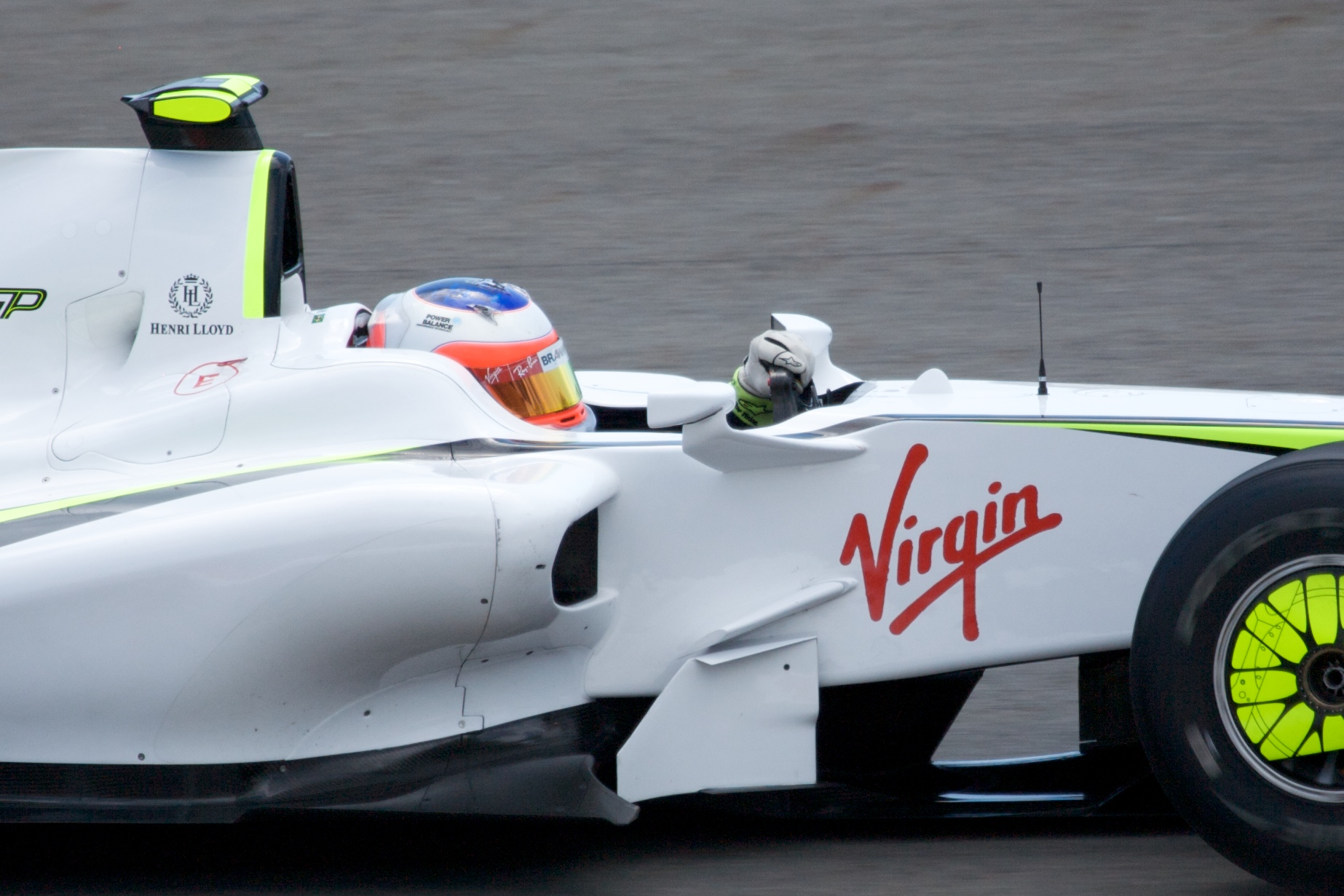
W 2009 roku Virgin Group sponsorowało mistrzowski zespół Brawn GP

Pierwsza inwestycja Grupy Virgin w Formule 1 miała miejsce w 2002 roku, kiedy to Virgin Mobile zostało sponsorem Jordan Grand Prix. W 2009 roku szef Grupy Virgin, Richard Branson, wyraził chęć zakupu upadłego zespołu Hondy. Zespół ten został ostatecznie przejęty przez Rossa Brawna i przemianowany na Brawn GP. Virgin został sponsorem tego zespołu. Brawn GP zdobył tytuł w klasyfikacji generalnej konstruktorów, mistrzem świata został ponadto kierowca tego zespołu, Jenson Button.
Początki Virgin Racing sięgają jednak założonego w 1990 roku przez Johna Bootha zespołu Manor Motorsport. Manor początkowo zaangażował się w Formułę Renault. W 2000 roku kierowca zespołu, Kimi Räikkönen, został mistrzem Brytyjskiej Formuły Renault, po czym zadebiutował w Formule 1; ponadto zawodnikami Manor byli tacy kierowcy, jak Antônio Pizzonia, Kazuki Nakajima, Lucas Di Grassi czy Lewis Hamilton. W 2004 roku Manor zadebiutował w Formule 3 Euro Series.
W 2009 roku organizacja zarządzająca Formułą 1 – Fédération Internationale de l’Automobile – zaproponowała zespołom możliwość wyboru pomiędzy większą swobodą techniczną przy ograniczonym budżecie (40 milionów funtów brytyjskich), a możliwością dysponowania większym budżetem, ale z ograniczeniami technicznymi. Była to jedna z przyczyn konfliktu FIA-FOTA, który jednak szybko został zażegnany. Propozycja ograniczenia budżetu zachęciła wiele zespołów do wysłania swoich aplikacji jako kandydatów na zespoły w stawce w sezonie 2010; wśród tych zespołów były między innymi Brabham Grand Prix, Epsilon Euskadi, Lola Racing Cars, March Engineering, Prodrive F1 czy Team Superfund. Jednym z aplikantów był zespół Manor Grand Prix, powstały jako konsorcjum Manor Motorsport i Wirth Research, firmy badawczo-rozwojowej pracującej między innymi dla Indy Racing League i American Le Mans Series. Ostatecznie Manor wraz z Campos Grand Prix i Team US F1 został wybrany jako nowy zespół na sezon 2010 Formuły 1.
Wkrótce po potwierdzeniu uczestnictwa Manor Grand Prix w sezonie 2010 pojawiły się informacje, jakoby Grupa Virgin rozważała zaprzestanie sponsorowania Brawn GP po 2009 roku, zakup Manor Grand Prix i jego przemianowanie na Virgin. Pod koniec listopada 2009 roku te informacje zostały potwierdzone, kiedy to oficjalnie ogłoszone zostało przekształcenie Manor Grand Prix w Virgin Racing.
15 września Międzynarodowa Federacja Samochodowa poinformała, że wybrała Lotusa. Zespół ten – początkowo pod nazwą Lotus F1 Team, następnie Lotus F1 Racing, a ostatecznie Lotus Racing – otrzymał wsparcie rządu Malezji i malezyjskich przedsiębiorców oraz licencję od Protona na używanie nazwy Lotus.
Projektantem modelu VR-01 był Nick Wirth, wcześniej projektujący samochody Formuły 1 dla Andrei Mody, Simteka i Benettona. Wirth postanowił zaprojektować samochód wyłącznie przy użyciu obliczeniowej mechaniki płynów, bez użycia tunelu aerodynamicznego, co było pierwszym takim przypadkiem w historii Formuły 1. Prace nad monocoque'iem modelu zaczęły się 12 dni po wcieleniu Manor do stawki.'

## Kierowcy

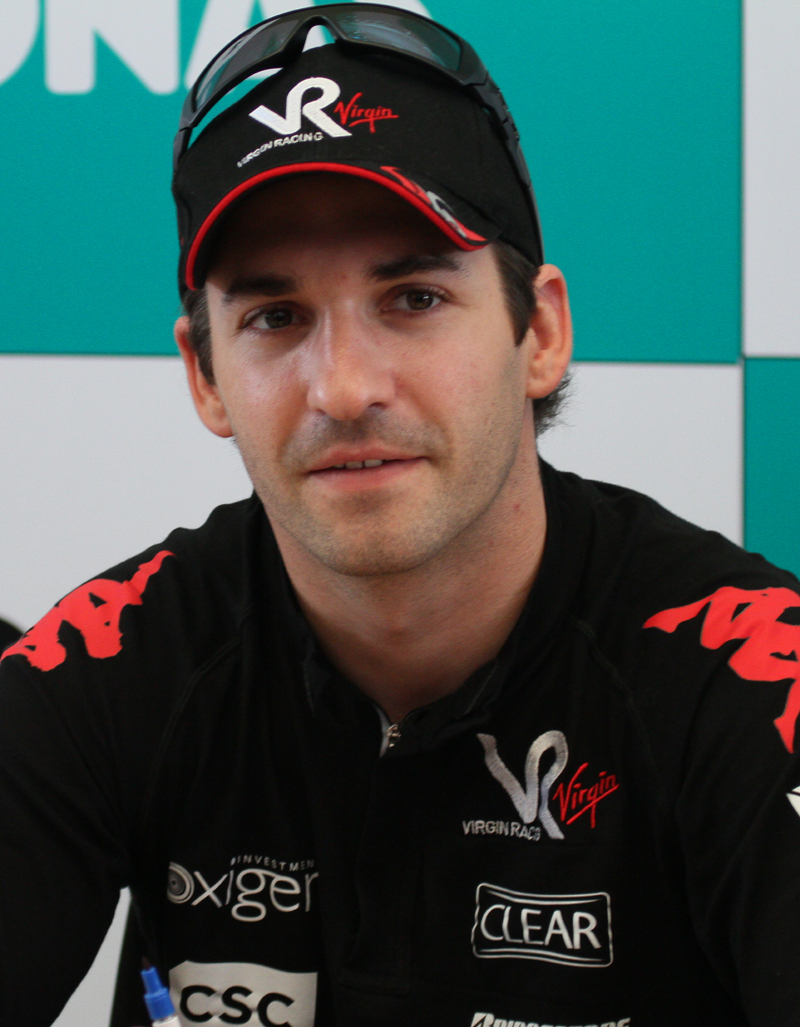
Timo Glock

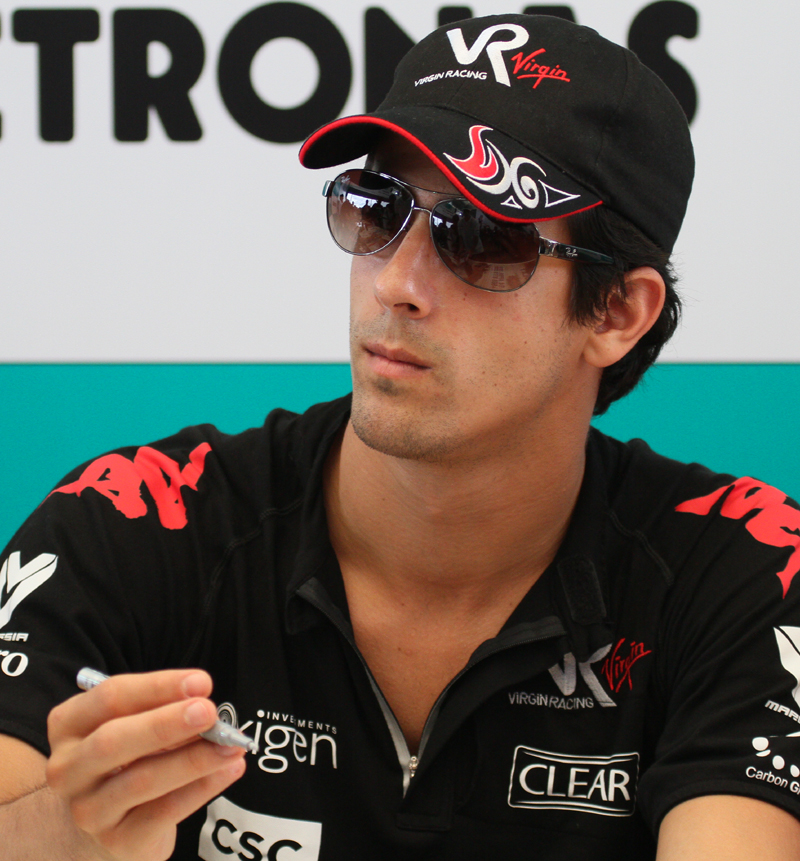
Lucas Di Grassi

Po otrzymaniu przez Manor miejsca w stawce na sezon 2010, media jako kandydatów na kierowców zespołu wymieniały Maksa Chiltona, Adama Carrolla, Sama Birda, Christiana Kliena, Anthony’ego Davidsona, Nelsona Piqueta jra, Timo Glocka i Lucasa di Grassiego. Kierowcami podstawowymi na sezon 2010 zespół wybrał Glocka i de Grassiego, zaś kierowcami testowymi zostali Andy Soucek, Luiz Razia i Jérôme d’Ambrosio.
W 2000 roku Timo Glock został mistrzem Formuły BMW Junior, a rok później triumfował w serii Formuła BMW ADAC. W 2002 roku zadebiutował w Niemieckiej Formule 3, gdzie zajął trzecie miejsce w klasyfikacji kierowców. W 2003 roku ścigał się w Formule 3 Euro Series, gdzie zajął piąte miejsce na koniec sezonu. Rok później został kierowcą testowym zespołu Formuły 1 – Jordan Grand Prix. W trakcie Grand Prix Kanady Niemiec zadebiutował w Formule 1, zastępując Giorgio Pantano, i w swoim debiucie zdobył dwa punkty za siódme miejsce. Ponadto w sezonie 2004 Glock wystartował jeszcze w trzech wyścigach Formuły 1 i na koniec sezonu zajął 19 miejsce w klasyfikacji generalnej. W sezonie 2005 niemiecki zawodnik ścigał się w serii Champ Car, uzyskując ósme miejsce w klasyfikacji kierowców. W latach 2006–2007 ścigał się w Serii GP2, uzyskując tytuł mistrzowski w 2007 roku. W sezonach 2008–2009 był zawodnikiem zespołu Toyota w Formule 1, dwa razy z rzędu zdobywając dziesiąte miejsce w klasyfikacji generalnej kierowców (w sumie 49 punktów) i wywalczając trzy podia.
Lucas Di Grassi w 2002 roku został wicemistrzem Brazylijskiej Formuły Renault 2.0, a rok później powtórzył to osiągnięcie w Południowoamerykańskiej Formule 3. W 2004 roku z dwoma zwycięstwami i 130 punktami zajął ósme miejsce w Brytyjskiej Formule 3. W 2005 roku startował w Formule 3 Euro Series, gdzie odniósł jedno zwycięstwo i w klasyfikacji generalnej kierowców był trzeci; był to ponadto jego pierwszy rok w charakterze testera w zespole Formuły 1, Renault. W roku 2006 di Grassi zadebiutował w Serii GP2 i w debiutanckim sezonie był w klasyfikacji kierowców siedemnasty. W sezonie 2007 Brazylijczyk kontynuował starty w Serii GP2, gdzie zdobył tytuł wicemistrzowski. W latach 2008–2009 zajmował w Serii GP2 na koniec sezonu trzecie miejsce.

## Prezentacja i testy
W październiku Wirth zapewniał, że prace nad samochodem idą zgodnie z planem, wliczając w to montaż części na makiecie nadwozia oraz proces budowy nadwozia pełnowymiarowego, a także przebieg testów zderzeniowych.
15 grudnia 2009 zespół podczas konferencji w Londynie, potwierdził kolory bolidów: czarny i czerwony, budżet poniżej 40 milionów funtów oraz podpisanie z dziesięcioma sponsorami umów sponsorskich. Alex Tai został szefem zespołu zamieniając się stanowiskami z John Booth dyrektorem sportowym, który był założycielem Manor Motorsport
12 stycznia 2010 zespół poinformował, że jego nowym szefem został John Booth zastąpująć na stanowisku szefa zespołu Alexa Taia ze skutkiem natychmiastowym. 15 stycznia John Booth zapowiedział, że najlepszy zawodnik Manor we serii Seria GP3 na sezon 2010. Będzie miał okazje przetestowanie bolidu Virgin Racing.
31 stycznia roku model pozytywnie przeszedł ostatnie testy zderzeniowe tylnej sekcji bolidu, potwierdzające ukończenie homologacji bolidów wymaganą przez FIA.
1 lutego zespół uruchomił silnik CA2010 Coswortha w siedzibie Wirth Research w Bicester, będąc pierwszym z czterech debiutanckich zespołów który uruchomił silnik bolidu. 3 lutego oficjalnie prezentacja VR-01 była transmitowana tylko przy wyłącznie  stronie internetowej zespołu Następnie przez dwa  dni odbywał się shakedown na torze Silverstone o 1,8-kilometrowej pętli Stowe

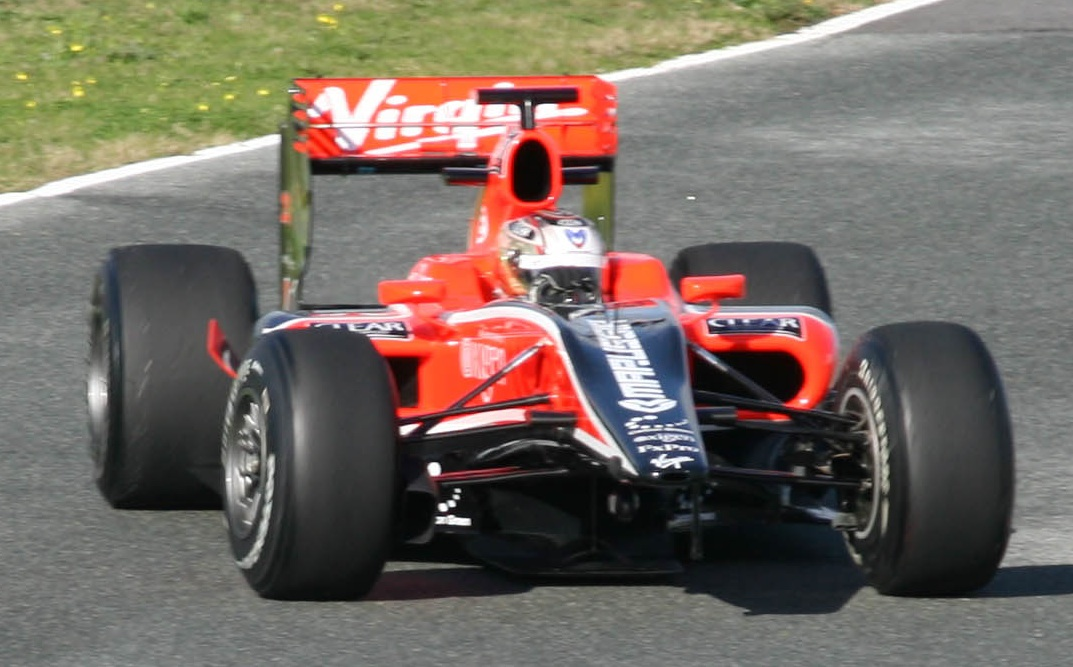
Timo Glock podczas testów na torze Circuito Permanente de Jerez 11 lutego 2011 roku. Na zjedzie do pit lane po odpadnięciu przedniego skrzydła.

Zespół rozpoczął testy grupowe od drugiej sesji testowej, będąc pierwszym zespołem z czterech debiutanckich zespołów które brały udział w grupowych testach. Testy odbyła się w dniach 10–13 lutego na torze Jerez. Pierwszego dnia model prowadził Timo Glock, rozpoczął testy dopiero po południu ze względu na późną dostawę części bolidu. A jazdy ograniczyły się do 5 okrążeń sprawdzających systemów bolidów, których Niemiec uzyskując czas 1:38,734 w warunkach deszczowych. Będący gorszy od czasu 1:20,927 Nico Rosberga z Mercedesa o 17,807 sekund. Następnego dnia także testował Glock. Przed popołudniem na początku dwunastego okrążenia mijać prostą start/meta pękło mocowanie przedniego skrzydła bolidu Niemca, w drugim zakręcie to skrzydło odpadło. Po tym wydarzeniu zespół przerwał jazdy z powodu braku części zamiennych. To tego czasu kierowca Virgin zdołał pokonać 11 okrążeń i z czasem 1:29,964 był dziesiąty, 10,014 sekundy za pierwszym Kamui Kobayashi. Trzeciego dnia bolid prowadził Lucas di Grass, rozpoczął testy dopiero po piętnastej. Ze względu na opóźniony dostawę nowego przedniego skrzydła i dokonanie zmian jego mocowania. Uzyskując czas 1:37,788 po 8 przejechaniu okrążeń zakończył sesję na ostatnim miejscu, 17,869 sekundy straty do pierwszego Jaime Alguersuari. Podczas ostatniego dnia di Grassi, rozpoczął jazdy testowe dopiero po południu, ponieważ zespół czekał aż nawierzchnia toru będzie sucha. Wykonując 63 okrążenie i uzyskując czas 1:22,912, tj. gorszy o ponad 3,3 sekundy od pierwszego Lewisa Hamiltona.
Trzecie sesja testowa miała miejsce ponownie na torze Jerez, która odbyła się w dniach 17–20 lutego. Przez pierwsze dwa dni i ostatnim dniu testował Glock, a w dniu trzecim testował di Grassi. Podczas pierwszego dnia Glock pokonał tylko 10 okrążeń z powodu kłopotów systemów hydraulicznych samochodu. Ustanawiając czas 1:32,417, będący gorszy od Fairuz Fauzy z Team Lotus drugiego debiutanckiego zespołu o 0,569 sekundy a do pierwszego Sebastiana Vettela stracił 9,824 sekundy. W drugim dniu testów reprezentant Virgin, uzyskał ósmy czas 1:30,476 i przejeżdżając 72 okrążenia oraz dwukrotnie powodując wywieszenie czerwone flagi. Zespół  poinformował, że rozwiązał kontrakt Álvaro Parente na kierowce rezerwowego. Powodu nie wywiązania się Instituto de Turismo de Portuga z umowy sponsorskiej. Oraz zespół ogłosił podpisanie umowy partnerską z UST Global. Trzecim dniu di Grassi, wykonując 34 okrążenie i ustanawiając swój najlepszy czas 1:23,504. Mając ponownie kłopoty z hydrauliką VR-01 jak pierwszego dnia testów. Ostatnim dniu testów Timo Glock pokonał 27 okrążenia i zakończył testy z czasem 1:22,433. Czas ten był słabszy o 3,562 sekundy od rezultatu najszybszego tego dnia Jensona Buttona, ale Glock był szybszy od Jarno Trulliego.
23 lutego Virgin Racing poinformował, że ich nowym kierowcą rezerwowym został Andy Soucek.
Czwartymi i ostatnia przedsezonowa grupowa sesja testowa miała miejsce na torze Circuit de Catalunya w dniach 25–28 Lutego. W pierwszym dniu kierowcą Virgin VR-01 był Lucas Di Grassi. Przejechał 31 okrążeń, przed południem rozbił tył bolidu po wypadnięciu z toru w dziewiątym zakręcie. A jego najlepszym czasem było 1:27,057, co dało Brazylijczykowi przedostatnie miejsce. Czas di Grassiego był o 6,515 sekundy gorszy od najszybszego tego dnia Marka Webbera i o 0,945 sekundy lepszy od najlepszego czasu Fairuza Fauzyego Dyrektor techniczny brytyjskiego zespołu Nick Wirth przyznał, że wypadek di Grassiego był spowodowany „eksperymentalnych ustawieniami elektroniki” bolidu. Przez dwa następne dni samochód prowadził Timo Glock, pierwszym dniu Niemiec wykonał 52 okrążenia i ustanowił swój najlepszy czas 1:25,942. Do pierwszego czasu Nico Hülkenberga stracił 5,328 sekundy. Podczas drugiego dnia w trakcie Glock przejechanych 31 okrążeń ustanowił czas 1:26,305. Czas ten jednak był gorszy o 5,619 sekundy od czasu, który ustanowił Nico Rosberg. Ostatni dniu testów Lucas Di Grassi, który sesji poradnej testował bolid na średnio-długich dystansach do ośmiu okrążeń. Po południu testował działanie układu hydrauliki, z którymi zespół miał ponownie kłopoty. Brazylijski kierowca w trakcie przejechał 49 okrążeń ustanowił czas 1:26,160, będąc o 0,909 sekundy wolniejszy od Heikki Kovalainena. Czas ten jednak był gorszy o 5,688 sekundy od czasu, który ustanowił Lewis Hamilton.
Sumie przez trzy grupowe testy zespół Virgin Racing przejechał 394 okrążenia, dające 1781,633 km i wykorzystując 11.8% z limitu piętnastu tysięcy kilometrów przyznane na testy samochodów przez FIA. Będąc ostatnim zespołem pośród jedenastu testujących zespół, który pokonał najmniej okrążeń.
Nick Wirth, stwierdził, że zespołowi udał się projekt bolidu przy użyciu tylko CFD i wyniki z obliczeń przekładają się na charakterystykę aut. A Lucas Di Grassi pochwalił zespół za bardzo dobrą prace.
Wypowiadając się przed Grand Prix Bahrajnu Timo Glock pochwalił zespół za pracę, którą wykonali od powstania zespołu.

## VR-01 w wyścigach
14 marca 2010 do rozpoczynającego sezon 2010 Grand Prix Bahrajnu, Timo Glock i Lucas Di Grassi zakwalifikowali się na dziewiętnastym i dwudziestym drugim miejscu. Na pierwszym zakręcie po starcie obaj kierowcy poprawili swoje lokaty. Timo Glock o jedną, a Lucas Di Grassi o dwie pozycje. Na drugim okrążeniu w zakręcie dziewiątym di Grassi zatrzymał się z powodu problemów z hydrauliką. Na trzynastym okrążeniu Timo Glock wycofał się z wyścigu z powodu przegrzewania się skrzyni biegów i utraty sprawności kolejnych biegów.
Na Grand Prix Australii zespół przygotował nowe części, które miały wyeliminować problemy z hydrauliką i układem przeniesienia napędu. Zespół dostał również zgodę od Fédération Internationale de l’Automobile na przebudowę zbiorników paliwa, które się okazały za małe. 
W kwalifikacjach do Grand Prix Australii Timo Glock był dwudziesty pierwszy (1:29,592), a Lucas Di Grassi uplasował się za Glockiem z czasem 1:30,185. Nick Wirth po kwalifikacjach powiedział, że mieli problemy z pompą paliwową obu samochodach Obaj kierowcy Virgin Racing wystartowali do wyścigu z alei serwisowej. Po 26 okrążeniach z wyścigu wycofał się di Grassi mający problemy z układem hydrauliki, natomiast Glock zjechał do boksów na 41. okrążeniu, ponieważ miał zbyt obluzowane zawieszenie, by móc kontynuować jazdę.
Po wyścigu w Australii Nick Wirth przyznał, że jego firma (Wirth Research) w pełni pokryje koszty przeprojektowania i zbudowania zbiorników paliwa VR-01 oraz zajmie się problemem pobierania paliwa, przy niskim stanie paliwa w bakach bolidów. 
Następną eliminacją w kalendarzu było Grand Prix Malezji, odbywające się na torze Sepang International Circuit. Po raz pierwszy w historii zespołu Timo Glock awansował do drugiej części kwalifikacji, a Lucas Di Grassi był ostatni. Glock ukończył drugą część kwalifikacji na pozycji szesnastej przed aktualnym mistrzem świata Jensonem Buttonem, który w czasie pierwszej części sesji kwalifikacji wypadł z toru i utknął w pułapce żwirowej. Ostatecznie nie wyjechał w drugiej sesji z powodu uszkodzeń po wypadnięciu z toru. Timo Glock na drugim okrążeniu zderzył się z Jarno Trulli i zakończył wyścig. Na 11. okrążeniu drugi kierowca Lotusa Heikki Kovalainen podjął próbę wyprzedzenia Lucasa di Grassiego, podczas której doszło do zderzenia bolidów. U fińskiego kierowcy uszkodziła się lewa tylna opona, zmuszając go do zjazdu na pit stop, a u Brazylijczyka odpadła boczna część przedniego skrzydła, nie mając wpływu na kontynuowanie ich jazdy. Ostatecznie di Grassi ukończył wyścig na czternastej pozycji, przed kierowcami HRT i Jarno Trulli.
W dniach 16–18 kwietnia odbyło się Grand Prix Chin na torze Shanghai International Circuit. Timo Glock ukończył sesję kwalifikacyjną na dziewiętnastym miejscu, uzyskując czas 1:39,278, lepszy od obu kierowców Lotusa. Lucas Di Grassi był tuż za Heikkim Kovalainenem, uzyskując czas 1:39,783. Glock nie wystartował w wyścigu z powodu utraty ciśnienia powietrza w zaworach silnika. Di Grassi wycofał się po ośmiu okrążeniach mając awarię sprzęgła, po tym jak startował z alei serwisowej po jego wymianie.
Na Grand Prix Hiszpanii Virgin przygotował nowe podwozie dla Timo Glocka ze zmodyfikowanym zbiornikiem paliwa. Zespół nie zdążył przygotować drugiego bolidu z modyfikacją baku z powodu opóźnień związanych z erupcją wulkanu Eyjafjallajökull na Islandii, pozostając przy starej specyfikacji bolidu dla Lucasa di Grassi.
W dniach 7-9 maja odbyła się piąta eliminacja sezonu w Hiszpanii na torze Circuit de Catalunya. Glock z czasem 1:25,475 zakwalifikował się na dwudziestym pierwszym miejscu, a di Grassi z czasem 1:25,556 był tuż za Niemcem. Obaj kierowcy Brytyjskiego zespołu dostali kary cofnięcia o pięć pozycji na polach startowych, za późne powiadomienie FIA o zmianach przełożeń skrzyni biegów w swoich bolidach po drugim treningu. W ostatecznym rozrachunku obaj kierowcy zostali cofnięci na starcie o cztery pozycje, ponieważ Karun Chandhok również otrzymał karę za wymianę przekładni. Wówczas po raz pierwszy obaj kierowcy zespołu ukończyli wyścig. Timo Glock na osiemnastym miejscu, a Lucas Di Grassi na dziewiętnastym, tracąc do Glocka jedno okrążenie.
Szóstą rundą mistrzostw było Grand Prix Monako na ulicznym torze Circuit de Monaco. W kwalifikacjach Timo Glock był dwudziesty (1:17,377), a Lucas Di Grassi uplasował się za Glockiem z czasem 1:17,864. Obaj kierowcy Virgin Racing nie ukończyli wyścigu. Na dwudziestym drugim okrążeniu w zakręcie Casino, po uderzeniu w bandę pękło tylne zawieszenie w bolidzie Niemca zmuszając go wycofania się wyścigu. Trzy okrążenia późnej wycofał się Brazylijczyk, mając kłopoty z kołami w swoim aucie.

## Silnik i skrzynia biegów
Już w momencie wyboru Manora na jeden z nowych zespołów na sezon 2010 było wiadomo, że zespół ten będzie korzystać z silników firmy Cosworth. Pod koniec 2008 roku Cosworth wygrał organizowany przez FIA przetarg na dostawę od 2010 roku standardowych, niskobudżetowych silników, wracając tym samym do Formuły 1, którą firma opuściła po sezonie 2006. Po wyborze trzech nowych zespołów szefowie niektórych zespołów niewcielonych do stawki twierdzili, że warunkiem FIA przy wyborze kandydatów była zgoda na używanie jednostek Coswortha. Potwierdził to Zoran Stefanović – szef Stefan Grand Prix, wysyłając do Komisji Europejskiej na początku sierpnia zażalenie w tej sprawie.
Silnik był oznaczony symbolem CA2010. Była to ośmiocylindrowa widlasta jednostka o pojemności 2400 cm³ i mocy około 720 KM. Ta czterosuwowa wolnossąca jednostka była zamontowana wzdłużnie przed osią tylną, a kąt rozwarcia jej cylindrów (o średnicy poniżej 98 mm) wynosił 90°. Blok silnika, głowice cylindrów i tłoki wykonane zostały ze stopów aluminium, a wał korbowy – ze stali. Silnik miał cztery zawory na cylinder – w sumie 32, które były napędzane pneumatycznie.  Na rozrząd składały się podwójne górne wałki rozrządu napędzane z wału korbowego przez przekładnię zębatą napędzane z wału korbowego przez przekładnię zębatą. Smarowanie silnika odbywało się za pomocą suchej miski olejowej. W silniku zastosowany został wielopunktowy wtrysk paliwa, w którym na jeden cylinder przypadał jeden wtryskiwacz. Jednostka wyposażona była w osiem cewek zapłonowych obsługujących świece Champion. Maksymalna liczba obrotów została ograniczona do 18 000 rpm. Moment obrotowy przekazywany był na koła tylne – samochód miał tylny napęd. Cały silnik ważył około 95 kg.
Wzdłużnie zamontowana siedmiobiegowa aluminiowa skrzynia biegów została skonstruowana przez Virgin przy zastosowaniu części Xtrac. Hydrauliczny dyferencjał był elektronicznie kontrolowany. Zmiana biegów odbywała się poprzez łopatki wchodzące w skład hydraulicznego systemu zmiany biegów z technologią „seamless shift”. Sprzęgło zostało wyprodukowane przez AP Racing.
Systemy elektroniczne (w tym standardowe ECU) były homologowane przez FIA.

## Nadwozie i zawieszenie
Skorupowa konstrukcja nadwozia została wykonana z włókna węglowego. W samochodzie zastosowano oddzielną sekcję nosową; sam nos został wyprofilowany na styl Red Bulla RB5, ale nie zastosowano na nim żadnych lotek i owiewek, a przedni spojler był stosunkowo prostą konstrukcją. Przednie wloty powietrza do hamulców w przeciwieństwie do konkurencji zostały zamontowane nisko. Sekcje boczne były dosyć szczupłe i nie miały ostrych łuków. Przednia część sekcji bocznych została zainspirowania Brawnem BGP 001, jako że wloty do chłodnic były małe, ale wysoko umieszczone, miały także duże podcięcie. W środkowej części sekcji bocznych samochód był stosunkowo rozwinięty. Tył sekcji bocznych, podobnie jak w Red Bullu RB5, wznosił się wysoko, po czym gwałtownie opadał.
Zarówno na przednie, jak i na tylne zawieszenie składały się podwójne wahacze oraz popychacze aktywujące drążki skrętne i amortyzatory Penske. Przednie zawieszenie zostało zamontowane na pojedynczym kilu. Wahacze zostały wykonane z włókna węglowego, a ich zakończenia – z tytanu, natomiast kolumny – ze stopu aluminium. 
Średnica kół wynosiła 13 cali. Opony Bridgestone Potenza zostały osadzone na felgach BBS. Na układ hamulcowy składały się sześciotłoczkowe zaciski produkcji AP Racing, a także wykonane z włókna węglowego tarcze i klocki hamulcowe wyprodukowane przez Hitco.
Samochód był stosunkowo długi, mając około 5500 mm długości, tj. około 700 mm więcej od Mercedesa MGP W01. Miało to na celu jak najlepsze ułożenie komponentów bliżej środka. Wysokość modelu wynosiła 950 mm, szerokość – 1800 mm, natomiast rozstaw osi około 3200 mm.
Zbudowanych zostało cztery egzemplarzy Virgin VR-01.

## Wyniki w Formule 1
| Legenda oznaczeń w tabelach wyników Wyświetl szablon na nowej stronie | Legenda oznaczeń w tabelach wyników Wyświetl szablon na nowej stronie                                                                     |
| Oznaczenie                                                            | Wyjaśnienie |
| --------------------------------------------------------------------- | --- |
| Złoty                                                                 | Zwycięzca lub mistrzostwo |
| Srebrny                                                               | 2. miejsce lub wicemistrzostwo |
| Brązowy                                                               | 3. miejsce lub II wicemistrzostwo |
| Zielony                                                               | Ukończył, punktował (w klasyfikacji generalnej, gdy zdobył co najmniej jeden punkt na przestrzeni sezonu, poza trzema powyższymi opcjami) |
| Niebieski                                                             | Ukończył, nie punktował (w klasyfikacji generalnej, gdy nie zdobył co najmniej jednego punktu na przestrzeni sezonu)                      |
| Czerwony                                                              | Nie zakwalifikował się (NZ) |
| Czerwony                                                              | Nie prekwalifikował się (NPK) |
| Różowy                                                                | Nie ukończył (NU) |
| Różowy                                                                | Niesklasyfikowany (NS) (w klasyfikacji generalnej, gdy nie został sklasyfikowany w żadnym wyścigu sezonu)                                 |
| Czarny                                                                | Zdyskwalifikowany (DK) |
| Czarny                                                                | Wykluczony (WYK/EX) |
| Biały                                                                 | Nie wystartował (NW) |
| Biały                                                                 | Kontuzjowany (K/INJ) |
| Biały                                                                 | Wyścig odwołany (OD/C) |
| Bez koloru                                                            | Został wycofany (WYC/WD) |
| Bez koloru                                                            | Nie przybył (NP/DNA) |
| Bez koloru                                                            | Nie brał udziału w treningach (NT/DNP) |
| Bez koloru                                                            | Nie został zgłoszony (–) |
| Pogrubienie                                                           | Start z pole position |
| Kursywa                                                               | Najszybsze okrążenie wyścigu |
| †                                                                     | Nie ukończył, ale jego rezultat został zaliczony ze względu na przejechanie więcej niż 90% dystansu wyścigu.                              |
| *                                                                     | Sezon w trakcie |
| 1/2/3                                                                 | Punktowana pozycja w sprincie kwalifikacyjnym                                                                                             |
| Lista systemów punktacji Formuły 1                                    | |

| Sezon | Konstruktor     | Kierowcy        | Wyniki w poszczególnych eliminacjach | Wyniki w poszczególnych eliminacjach | Wyniki w poszczególnych eliminacjach | Wyniki w poszczególnych eliminacjach | Wyniki w poszczególnych eliminacjach | Wyniki w poszczególnych eliminacjach | Wyniki w poszczególnych eliminacjach | Wyniki w poszczególnych eliminacjach | Wyniki w poszczególnych eliminacjach | Wyniki w poszczególnych eliminacjach | Wyniki w poszczególnych eliminacjach | Wyniki w poszczególnych eliminacjach | Wyniki w poszczególnych eliminacjach | Wyniki w poszczególnych eliminacjach | Wyniki w poszczególnych eliminacjach | Wyniki w poszczególnych eliminacjach | Wyniki w poszczególnych eliminacjach | Wyniki w poszczególnych eliminacjach | Wyniki w poszczególnych eliminacjach | Wyniki kierowców | Wyniki kierowców | Wyniki konstruktora | Wyniki konstruktora |
| Sezon | Konstruktor     | Kierowcy        | Bahrajn                              | Australia                            | Malezja                              |                                      | Hiszpania                            | Monako                               | Turcja                               | Kanada                               | Unia Europejska                      | Wielka Brytania                      | Niemcy                               | Węgry                                | Belgia                               | Włochy                               | Singapur                             | Japonia                              | Korea Południowa                     | Brazylia                             |                                      | Punkty           | Pozycja          | Punkty              | Pozycja             |
| ----- | --------------- | --------------- | ------------------------------------ | ------------------------------------ | ------------------------------------ | ------------------------------------ | ------------------------------------ | ------------------------------------ | ------------------------------------ | ------------------------------------ | ------------------------------------ | ------------------------------------ | ------------------------------------ | ------------------------------------ | ------------------------------------ | ------------------------------------ | ------------------------------------ | ------------------------------------ | ------------------------------------ | ------------------------------------ | ------------------------------------ | ---------------- | ---------------- | ------------------- | ------------------- |
| 2010  | Virgin-Cosworth | Timo Glock      | NU                                   | NU                                   | NU                                   | NW                                   | 18                                   | NU                                   | 18                                   | NU                                   | 18                                   | 18                                   | 18                                   | 16                                   | 18                                   | 17                                   | NU                                   | 14                                   | NU                                   | 20                                   | NU                                   | 0                | 25               | 0                   | 12                  |
| 2010  | Virgin-Cosworth | Lucas Di Grassi | NU                                   | NU                                   | 14                                   | NU                                   | 19                                   | NU                                   | 19                                   | 19                                   | 17                                   | NU                                   | NU                                   | 18                                   | 17                                   | 20†                                  | 15                                   | NW                                   | NU                                   | NS                                   | 18                                   | 0                | 24               | 0                   | 12                  |